# Willi Bloedorn
Wilhelm Bloedorn (nascido em 6 de abril de 1887 em Kukułowo, Kreis Cammin; morreu em 24 de março de 1946 em Speziallager Fünfeichen bei Neubrandenburg) foi um membro do Reichstag pelo Partido Nazi (NSDAP). Ele ingressou no NSDAP por volta de 1928.